# Handbal la Jocurile Olimpice de vară din 1980
Competiția de handbal de la Jocurile Olimpice de vară din 1980 a fost a patra apariție a acestei discipline sportive la Jocurile Olimpice. Meciurile competiției s-au desfășurat în două săli din Moscova, URSS, între 20-30 iulie la băieți și 21-29 iulie 1980 la fete, fiind a doua oară în istoria Jocurilor Olimpice când o întrecere de handbal a fost organizată atât la masculin cât și la feminin. RD Germană a câștigat competiția masculină, iar Uniunea Sovietică pe cea feminină.
La turneul masculin s-au calificat 12 echipe, iar la cel feminin 6 echipe. Competiția a fost umbrită de boicotul țărilor occidentale și celor nealiniate, care au protestat astfel față de invazia sovietică din Afganistan.

## Sălile
Meciule s-au jucat în Palatul Sporturilor „Sokolniki” din Moscova și în Palatul Sporturilor „Dinamo” din suburbia moscovită Himki.
- Palatul Sporturilor „Sokolniki”, Moscova (5.530 de locuri)
- Palatul Sporturilor „Dinamo”, Himki, Regiunea Moscova (5.000 de locuri)

| Moscova                                         | Himki                                        |
| Palatul Sporturilor „Sokolniki” 5.530 de locuri | Palatul Sporturilor „Dinamo” 5.000 de locuri |
|                                                 |                                              |
| Inaugurat: 1956                                 | Inaugurat: 1980                              |

## Arbitrii
Pentru conducerea partidelor au fost selectate 12 perechi de arbitri:
| Arbitri    | Arbitri                      |
| ---------- | ---------------------------- |
| Elveția    | H. Rykart H. Ischer          |
| Suedia     | C. Nilsson D. Jersmyr        |
| Franța     | C. Lux J. Lelarge            |
| Olanda     | G. Van den Ham G. Houtbraken |
| RD Germană | P. Rauchfuß R. Buchda        |
| Ungaria    | G. Fülöp P. Szendrey         |

| Arbitri       | Arbitri                                 |
| ------------- | --------------------------------------- |
| Danemarca     | Jack Falk Rodil K. Ohlsen               |
| Cehoslovacia  | C. Sladký J. Korec                      |
| RSF Iugoslavă | Milan Valčić M. Stanoević               |
| Bulgaria      | E. Kabadelov D. Kostov                  |
| Polonia       | Władysław Arciszewski Zdzisław Jeziorny |
| URSS          | A. Vītols J. Ķuzulis                    |

## Echipele calificate
1 Țările cu numele barat s-au calificat inițial, dar apoi au boicotat competiția;
2 Bold indică echipa campioană din acel an;
3 Italic indică echipa gazdă din acel an;
| Țara1      | Motivul calificării                 | Participări anterioare2, 3 |
| ---------- | ----------------------------------- | -------------------------- |
| URSS       | Țară gazdă                          | 2 (1972, 1976)             |
| RF Germană | Locul 1 la CM 1978                  | 3 (1936, 1972, 1976)       |
| RD Germană | Locul 3 la CM 1978                  | 1 (1972)                   |
| Danemarca  | Locul 4 la CM 1978                  | 2 (1972, 1976)             |
| Iugoslavia | Locul 5 la CM 1978                  | 2 (1972, 1976)             |
| Polonia    | Locul 6 la CM 1978                  | 2 (1972, 1976)             |
| România    | Locul 7 la CM 1978                  | 3 (1936, 1972, 1976)       |
| Ungaria    | Locul 9 la CM 1978                  | 3 (1936, 1972, 1976)       |
| Spania     | Locul 1 la CM Categoria B 1979      | 0                          |
| Elveția    | Locul 2 la CM Categoria B 1979      | 1 (1936)                   |
| Tunisia    | Locul 1 la Campionatul African 1979 | 0                          |
| Algeria    | Locul 3 la Campionatul African 1979 | 0                          |
| Cuba       | Locul 1 la Camp. Panamerican 1979   | 0                          |
| Japonia    | Baraj asiatic de calificare 1980    | 2 (1972, 1976)             |
| Kuweit     | Baraj asiatic de calificare 1980    | 0                          |

| Țara1        | Motivul calificării              | Participări anterioare2, 3 |
| ------------ | -------------------------------- | -------------------------- |
| URSS         | Țară gazdă                       | 1 (1976)                   |
| RD Germană   | Locul 1 la CM 1978               | 1 (1976)                   |
| Ungaria      | Locul 3 la CM 1978               | 1 (1976)                   |
| Cehoslovacia | Locul 4 la CM 1978               | 0                          |
| Iugoslavia   | Locul 5 la CM 1978               | 0                          |
| China        | Baraj mondial de calificare 1980 | 0                          |
| Congo        | Baraj mondial de calificare 1980 | 0                          |

## Turneul de handbal masculin
Cele 12 echipe au fost distribuite în două grupe de calificare de câte șase echipe și au jucat fiecare cinci meciuri, câte unul împotriva fiecăreia dintre cele cinci oponente din grupă.
|  | Echipele calificate în finala mare |
|  | Echipele calificate în finala mică |

### Grupa A
| Echipa     | M | V | E | Î | GM  | GP  | G   | Pct |
| ---------- | - | - | - | - | --- | --- | --- | --- |
| RD Germană | 5 | 4 | 1 | 0 | 111 | 77  | +34 | 9   |
| Ungaria    | 5 | 3 | 2 | 0 | 108 | 92  | +16 | 8   |
| Spania     | 5 | 2 | 1 | 2 | 96  | 88  | +8  | 5   |
| Polonia    | 5 | 2 | 1 | 2 | 123 | 97  | +26 | 5   |
| Danemarca  | 5 | 1 | 0 | 4 | 96  | 104 | −8  | 2   |
| Cuba       | 5 | 0 | 1 | 4 | 103 | 141 | −38 | 1   |

| 20 iulie 1980 17:00 | Danemarca | 30 - 18 | Cuba     | Palatul Sporturilor „Sokolniki”, Moscova |
| 20 iulie 1980 17:00 | Poulsen 8 | (18-8)  | Querol 5 | Palatul Sporturilor „Sokolniki”, Moscova |
| 20 iulie 1980 17:00 | Cronică   |         |          | Palatul Sporturilor „Sokolniki”, Moscova |

| 20 iulie 1980 18:30 | Polonia   | 20 - 20 | Ungaria  | Palatul Sporturilor „Sokolniki”, Moscova |
| 20 iulie 1980 18:30 | Garpiel 5 | (7-11)  | Kontra 8 | Palatul Sporturilor „Sokolniki”, Moscova |
| 20 iulie 1980 18:30 | Cronică   |         |          | Palatul Sporturilor „Sokolniki”, Moscova |

| 20 iulie 1980 20:00 | RD Germană      | 21 - 17 | Spania | Palatul Sporturilor „Sokolniki”, Moscova |
| 20 iulie 1980 20:00 | Doering, Wahl 6 | (6-9)   | Uría 6 | Palatul Sporturilor „Sokolniki”, Moscova |
| 20 iulie 1980 20:00 | Cronică         |         |        | Palatul Sporturilor „Sokolniki”, Moscova |

| 22 iulie 1980 17:00 | Polonia    | 34 - 19 | Cuba      | Palatul Sporturilor „Dinamo”, Himki |
| 22 iulie 1980 17:00 | Klempel 11 | (14-10) | Prendes 5 | Palatul Sporturilor „Dinamo”, Himki |
| 22 iulie 1980 17:00 | Cronică    |         |           | Palatul Sporturilor „Dinamo”, Himki |

| 22 iulie 1980 18:30 | Danemarca | 19 - 20 | Spania   | Palatul Sporturilor „Dinamo”, Himki |
| 22 iulie 1980 18:30 | Pazyj 5   | (9-9)   | Albisu 5 | Palatul Sporturilor „Dinamo”, Himki |
| 22 iulie 1980 18:30 | Cronică   |         |          | Palatul Sporturilor „Dinamo”, Himki |

| 22 iulie 1980 20:00 | RD Germană | 14 - 14 | Ungaria  | Palatul Sporturilor „Dinamo”, Himki |
| 22 iulie 1980 20:00 | Wahl 6     | (9-7)   | Kontra 4 | Palatul Sporturilor „Dinamo”, Himki |
| 22 iulie 1980 20:00 | Cronică    |         |          | Palatul Sporturilor „Dinamo”, Himki |

| 24 iulie 1980 17:00 | Spania    | 17 - 20 | Ungaria  | Palatul Sporturilor „Sokolniki”, Moscova |
| 24 iulie 1980 17:00 | Serrano 4 | (8-10)  | Kovács 6 | Palatul Sporturilor „Sokolniki”, Moscova |
| 24 iulie 1980 17:00 | Cronică   |         |          | Palatul Sporturilor „Sokolniki”, Moscova |

| 24 iulie 1980 18:30 | Danemarca  | 12 - 26 | Polonia    | Palatul Sporturilor „Sokolniki”, Moscova |
| 24 iulie 1980 18:30 | Jeppesen 5 | (5-9)   | Klempel 10 | Palatul Sporturilor „Sokolniki”, Moscova |
| 24 iulie 1980 18:30 | Cronică    |         |            | Palatul Sporturilor „Sokolniki”, Moscova |

| 24 iulie 1980 20:00 | RD Germană | 27 - 20 | Cuba        | Palatul Sporturilor „Sokolniki”, Moscova |
| 24 iulie 1980 20:00 | Wahl 6     | (13-10) | Agramonte 9 | Palatul Sporturilor „Sokolniki”, Moscova |
| 24 iulie 1980 20:00 | Cronică    |         |             | Palatul Sporturilor „Sokolniki”, Moscova |

| 26 iulie 1980 17:00 | Spania   | 24 - 24 | Cuba                 | Palatul Sporturilor „Dinamo”, Himki |
| 26 iulie 1980 17:00 | Albisu 9 | (9-13)  | Agramonte, Prendes 7 | Palatul Sporturilor „Dinamo”, Himki |
| 26 iulie 1980 17:00 | Cronică  |         |                      | Palatul Sporturilor „Dinamo”, Himki |

| 26 iulie 1980 18:30 | Danemarca | 15 - 16 | Ungaria  | Palatul Sporturilor „Dinamo”, Himki |
| 26 iulie 1980 18:30 | Poulsen 4 | (6-8)   | Kovács 4 | Palatul Sporturilor „Dinamo”, Himki |
| 26 iulie 1980 18:30 | Cronică   |         |          | Palatul Sporturilor „Dinamo”, Himki |

| 26 iulie 1980 20:00 | RD Germană        | 22 - 21 | Polonia | Palatul Sporturilor „Dinamo”, Himki |
| 26 iulie 1980 20:00 | Dreibrodt, Wahl 5 | (11-9)  | Panas 7 | Palatul Sporturilor „Dinamo”, Himki |
| 26 iulie 1980 20:00 | Cronică           |         |         | Palatul Sporturilor „Dinamo”, Himki |

| 28 iulie 1980 17:00 | Ungaria   | 26 - 22 | Cuba     | Palatul Sporturilor „Sokolniki”, Moscova |
| 28 iulie 1980 17:00 | Kontra 10 | (14-11) | Casuso 8 | Palatul Sporturilor „Sokolniki”, Moscova |
| 28 iulie 1980 17:00 | Cronică   |         |          | Palatul Sporturilor „Sokolniki”, Moscova |

| 28 iulie 1980 18:30 | Polonia   | 22 - 24 | Spania   | Palatul Sporturilor „Sokolniki”, Moscova |
| 28 iulie 1980 18:30 | Klempel 8 | (13-11) | Albisu 7 | Palatul Sporturilor „Sokolniki”, Moscova |
| 28 iulie 1980 18:30 | Cronică   |         |          | Palatul Sporturilor „Sokolniki”, Moscova |

| 28 iulie 1980 20:00 | RD Germană | 24 - 20 | Danemarca      | Palatul Sporturilor „Sokolniki”, Moscova |
| 28 iulie 1980 20:00 | Krüger 7   | (13-9)  | Dahl-Nielsen 7 | Palatul Sporturilor „Sokolniki”, Moscova |
| 28 iulie 1980 20:00 | Cronică    |         |                | Palatul Sporturilor „Sokolniki”, Moscova |

### Grupa B
| Echipa            | M | V | E | Î | GM  | GP  | G    | Pct |
| ----------------- | - | - | - | - | --- | --- | ---- | --- |
| Uniunea Sovietică | 5 | 4 | 0 | 1 | 134 | 75  | +59  | 8   |
| România           | 5 | 4 | 0 | 1 | 119 | 88  | +31  | 8   |
| RSF Iugoslavă     | 5 | 4 | 0 | 1 | 132 | 92  | +40  | 8   |
| Elveția           | 5 | 2 | 0 | 3 | 110 | 98  | +12  | 4   |
| Algeria           | 5 | 1 | 0 | 4 | 94  | 124 | −30  | 2   |
| Kuweit            | 5 | 0 | 0 | 5 | 64  | 176 | −112 | 0   |

| 20 iulie 1980 17:00 | RSF Iugoslavă | 22 - 18 | Algeria    | Palatul Sporturilor „Dinamo”, Himki |
| 20 iulie 1980 17:00 | Jovović 6     | (12-10) | Meknache 6 | Palatul Sporturilor „Dinamo”, Himki |
| 20 iulie 1980 17:00 | Cronică       |         |            | Palatul Sporturilor „Dinamo”, Himki |

| 20 iulie 1980 18:30 | România             | 32 - 12 | Kuweit      | Palatul Sporturilor „Dinamo”, Himki |
| 20 iulie 1980 18:30 | Stângă, Vasilache 5 | (18-3)  | Al-Qassar 9 | Palatul Sporturilor „Dinamo”, Himki |
| 20 iulie 1980 18:30 | Cronică             |         |             | Palatul Sporturilor „Dinamo”, Himki |

| 20 iulie 1980 20:00 | URSS               | 22 - 15 | Elveția  | Palatul Sporturilor „Dinamo”, Himki |
| 20 iulie 1980 20:00 | Anpilogov, Belov 4 | (13-8)  | Züllig 5 | Palatul Sporturilor „Dinamo”, Himki |
| 20 iulie 1980 20:00 | Cronică            |         |          | Palatul Sporturilor „Dinamo”, Himki |

| 22 iulie 1980 17:00 | România  | 26 - 18 | Algeria    | Palatul Sporturilor „Sokolniki”, Moscova |
| 22 iulie 1980 17:00 | Stîngă 7 | (14-7)  | Djeffal 10 | Palatul Sporturilor „Sokolniki”, Moscova |
| 22 iulie 1980 17:00 | Cronică  |         |            | Palatul Sporturilor „Sokolniki”, Moscova |

| 22 iulie 1980 18:30 | URSS         | 38 - 11 | Kuweit      | Palatul Sporturilor „Sokolniki”, Moscova |
| 22 iulie 1980 18:30 | Anpilogov 10 | (22-5)  | Al-Qassar 4 | Palatul Sporturilor „Sokolniki”, Moscova |
| 22 iulie 1980 18:30 | Cronică      |         |             | Palatul Sporturilor „Sokolniki”, Moscova |

| 22 iulie 1980 20:00 | RSF Iugoslavă | 26 - 21 | Elveția         | Palatul Sporturilor „Sokolniki”, Moscova |
| 22 iulie 1980 20:00 | Obran 6       | (12-8)  | Jehle, Züllig 6 | Palatul Sporturilor „Sokolniki”, Moscova |
| 22 iulie 1980 20:00 | Cronică       |         |                 | Palatul Sporturilor „Sokolniki”, Moscova |

| 24 iulie 1980 17:00 | Elveția   | 32 - 14 | Kuweit      | Palatul Sporturilor „Dinamo”, Himki |
| 24 iulie 1980 17:00 | Züllig 10 | (14-6)  | Al-Qassar 5 | Palatul Sporturilor „Dinamo”, Himki |
| 24 iulie 1980 17:00 | Cronică   |         |             | Palatul Sporturilor „Dinamo”, Himki |

| 24 iulie 1980 18:30 | URSS            | 33 - 10 | Algeria   | Palatul Sporturilor „Dinamo”, Himki |
| 24 iulie 1980 18:30 | Fediukin, Juk 6 | (16-3)  | Hamiche 3 | Palatul Sporturilor „Dinamo”, Himki |
| 24 iulie 1980 18:30 | Cronică         |         |           | Palatul Sporturilor „Dinamo”, Himki |

| 24 iulie 1980 20:00 | RSF Iugoslavă | 23 - 21 | România  | Palatul Sporturilor „Dinamo”, Himki Arbitri: Ohlsen, Rodil |
| 24 iulie 1980 20:00 | Jurina 8      | (12-9)  | Stîngă 7 | Palatul Sporturilor „Dinamo”, Himki Arbitri: Ohlsen, Rodil |
| 24 iulie 1980 20:00 | Cronică       |         |          | Palatul Sporturilor „Dinamo”, Himki Arbitri: Ohlsen, Rodil |

| 26 iulie 1980 17:00 | Elveția   | 26 - 18 | Algeria    | Palatul Sporturilor „Sokolniki”, Moscova |
| 26 iulie 1980 17:00 | Züllig 11 | (11-7)  | Bouzerar 5 | Palatul Sporturilor „Sokolniki”, Moscova |
| 26 iulie 1980 17:00 | Cronică   |         |            | Palatul Sporturilor „Sokolniki”, Moscova |

| 26 iulie 1980 18:30 | RSF Iugoslavă | 44 - 10 | Kuweit      | Palatul Sporturilor „Sokolniki”, Moscova |
| 26 iulie 1980 18:30 | Jurina 9      | (24-5)  | Al-Qena'i 4 | Palatul Sporturilor „Sokolniki”, Moscova |
| 26 iulie 1980 18:30 | Cronică       |         |             | Palatul Sporturilor „Sokolniki”, Moscova |

| 26 iulie 1980 20:00 | URSS    | 19 - 22 | România  | Palatul Sporturilor „Sokolniki”, Moscova Asistență: 4.000 |
| 26 iulie 1980 20:00 | Belov 5 | (15-9)  | Stîngă 7 | Palatul Sporturilor „Sokolniki”, Moscova Asistență: 4.000 |
| 26 iulie 1980 20:00 | Cronică |         |          | Palatul Sporturilor „Sokolniki”, Moscova Asistență: 4.000 |

| 28 iulie 1980 17:00 | Kuweit     | 17 - 30 | Algeria   | Palatul Sporturilor „Dinamo”, Himki |
| 28 iulie 1980 17:00 | Al-Randi 4 | (14-11) | Djeffal 7 | Palatul Sporturilor „Dinamo”, Himki |
| 28 iulie 1980 17:00 | Cronică    |         |           | Palatul Sporturilor „Dinamo”, Himki |

| 28 iulie 1980 18:30 | România    | 18 - 16 | Elveția         | Palatul Sporturilor „Dinamo”, Himki |
| 28 iulie 1980 18:30 | Birtalan 6 | (9-6)   | Jehle, Züllig 4 | Palatul Sporturilor „Dinamo”, Himki |
| 28 iulie 1980 18:30 | Cronică    |         |                 | Palatul Sporturilor „Dinamo”, Himki |

| 28 iulie 1980 20:00 | URSS       | 22 - 17 | RSF Iugoslavă | Palatul Sporturilor „Dinamo”, Himki |
| 28 iulie 1980 20:00 | Fediukin 5 | (12-9)  | Jurina 6      | Palatul Sporturilor „Dinamo”, Himki |
| 28 iulie 1980 20:00 | Cronică    |         |               | Palatul Sporturilor „Dinamo”, Himki |

### Meciul pentru locurile 11-12
| 30 iulie 1980 11:00 | Cuba        | 32 - 24 | Kuweit      | Palatul Sporturilor „Dinamo”, Himki |
| 30 iulie 1980 11:00 | Agramonte 9 | (16-13) | Al-Randi 11 | Palatul Sporturilor „Dinamo”, Himki |
| 30 iulie 1980 11:00 | Cronică     |         |             | Palatul Sporturilor „Dinamo”, Himki |

### Meciul pentru locurile 9-10
| 30 iulie 1980 12:30 | Danemarca  | 28 - 20 | Algeria   | Palatul Sporturilor „Dinamo”, Himki |
| 30 iulie 1980 12:30 | Jeppesen 8 | (15-9)  | Djeffal 6 | Palatul Sporturilor „Dinamo”, Himki |
| 30 iulie 1980 12:30 | Cronică    |         |           | Palatul Sporturilor „Dinamo”, Himki |

### Meciul pentru locurile 7-8
| 30 iulie 1980 13:00 | Polonia   | 23 - 22 | Elveția       | Palatul Sporturilor „Dinamo”, Himki |
| 30 iulie 1980 13:00 | Klempel 9 | (11-10) | Huber, Maag 5 | Palatul Sporturilor „Dinamo”, Himki |
| 30 iulie 1980 13:00 | Cronică   |         |               | Palatul Sporturilor „Dinamo”, Himki |

### Meciul pentru locurile 5-6
| 30 iulie 1980 14:00 | Spania  | 24 - 23 | RSF Iugoslavă | Palatul Sporturilor „Sokolniki”, Moscova |
| 30 iulie 1980 14:00 | Uría 6  | (12-7)  | Mrkonja 8     | Palatul Sporturilor „Sokolniki”, Moscova |
| 30 iulie 1980 14:00 | Cronică |         |               | Palatul Sporturilor „Sokolniki”, Moscova |

### Finala mică (locurile 3-4)
| 30 iulie 1980 14:45 | Ungaria  | 18 - 20 | România  | Palatul Sporturilor „Sokolniki”, Moscova |
| 30 iulie 1980 14:45 | Kovács 5 | (7-11)  | Stîngă 7 | Palatul Sporturilor „Sokolniki”, Moscova |
| 30 iulie 1980 14:45 | Cronică  |         |          | Palatul Sporturilor „Sokolniki”, Moscova |

### Finala
| 30 iulie 1980 18:30 | RD Germană           | 23 - 20 (Prel.) | URSS               | Palatul Sporturilor „Sokolniki”, Moscova |
| 30 iulie 1980 18:30 | Krüger 6             | (10-10)         | Anpilogov, Belov 5 | Palatul Sporturilor „Sokolniki”, Moscova |
| 30 iulie 1980 18:30 | Cronică              |                 |                    | Palatul Sporturilor „Sokolniki”, Moscova |
| 30 iulie 1980 18:30 | FT: 20-20 Prel.: 3–2 |                 |                    | Palatul Sporturilor „Sokolniki”, Moscova |

### Clasamentul marcatorilor

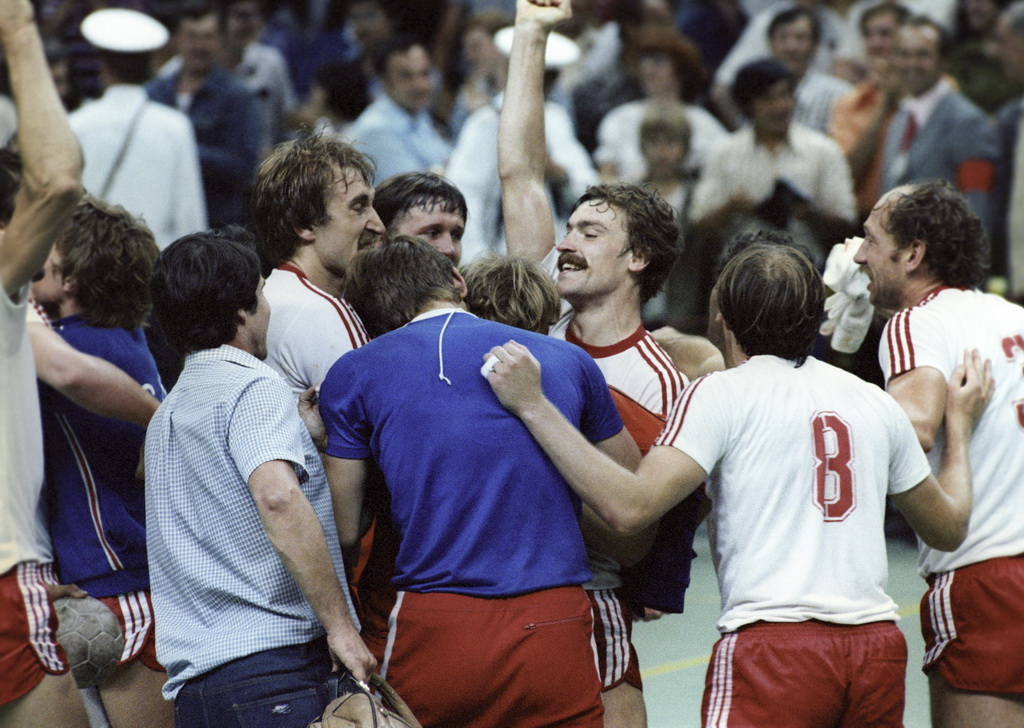
URSS învinge Iugoslavia și se califică în finală.

| Poz. | Nume                | Meciuri | Goluri | Din acțiune | De la 7 m |
| ---- | ------------------- | ------- | ------ | ----------- | --------- |
| 1    | Jerzy Klempel       | 6       | 42     | 22          | 20        |
| 2    | Ernst Züllig        | 6       | 40     | 18          | 22        |
| 3    | Vasile Stîngă       | 6       | 36     | 34          | 2         |
| 4    | Jesús Agramonte     | 6       | 34     | 28          | 6         |
| 5    | Pavle Jurina        | 6       | 33     | 33          | 0         |
| 5    | Frank-Michael Wahl  | 6       | 33     | 33          | 0         |
| 5    | Ahcene Djeffal      | 6       | 33     | 14          | 19        |
| 8    | Zsolt Kontra        | 6       | 30     | 18          | 12        |
| 8    | Juan Prendes        | 6       | 30     | 18          | 12        |
| 10   | Aleksandr Anpilogov | 6       | 29     | 15          | 14        |

Sursa: la84.org, pag. 357

## Turneul de handbal feminin
Cele 6 echipe au fost distribuite într-o singură grupă și au jucat fiecare cinci meciuri, câte unul împotriva fiecăreia dintre cele cinci oponente din grupă. Nu s-au jucat și alte meciuri de departajare, iar clasamentul final al turneului a rezultat din clasamentul final al grupei.
| Echipa            | M | V | E | Î | GM  | GP  | G    | Pct |
| ----------------- | - | - | - | - | --- | --- | ---- | --- |
| Uniunea Sovietică | 5 | 5 | 0 | 0 | 99  | 52  | +47  | 10  |
| RSF Iugoslavă     | 5 | 3 | 1 | 1 | 107 | 67  | +40  | 7   |
| RD Germană        | 5 | 3 | 1 | 1 | 91  | 58  | +33  | 7   |
| RP Ungară         | 5 | 1 | 1 | 3 | 80  | 74  | +6   | 3   |
| RS Cehoslovacă    | 5 | 1 | 1 | 3 | 65  | 78  | −13  | 3   |
| Republica Congo   | 5 | 0 | 0 | 5 | 46  | 159 | −113 | 0   |

| 21 iulie 1980 17:00 | URSS                    | 30 - 11 | Congo      | Palatul Sporturilor „Sokolniki”, Moscova |
| 21 iulie 1980 17:00 | Kocerghina, Odînokova 8 | (17-4)  | Koulinka 5 | Palatul Sporturilor „Sokolniki”, Moscova |
| 21 iulie 1980 17:00 | Cronică                 |         |            | Palatul Sporturilor „Sokolniki”, Moscova |

| 21 iulie 1980 18:30 | RD Germană | 16 - 10 | Cehoslovacia          | Palatul Sporturilor „Dinamo”, Himki |
| 21 iulie 1980 18:30 | Richter 4  | (8-6)   | Foltýnová, Kut'ková 3 | Palatul Sporturilor „Dinamo”, Himki |
| 21 iulie 1980 18:30 | Cronică    |         |                       | Palatul Sporturilor „Dinamo”, Himki |

| 21 iulie 1980 18:30 | Ungaria  | 10 - 19 | RSF Iugoslavă | Palatul Sporturilor „Dinamo”, Himki |
| 21 iulie 1980 18:30 | Csulik 4 | (4-8)   | Višnjić 5     | Palatul Sporturilor „Dinamo”, Himki |
| 21 iulie 1980 18:30 | Cronică  |         |               | Palatul Sporturilor „Dinamo”, Himki |

| 23 iulie 1980 17:00 | URSS       | 17 - 7 | Cehoslovacia | Palatul Sporturilor „Sokolniki”, Moscova |
| 23 iulie 1980 17:00 | Zubareva 4 | (8-4)  | Foltýnová 5  | Palatul Sporturilor „Sokolniki”, Moscova |
| 23 iulie 1980 17:00 | Cronică    |        |              | Palatul Sporturilor „Sokolniki”, Moscova |

| 23 iulie 1980 18:30 | Ungaria | 39 - 10 | Congo      | Palatul Sporturilor „Dinamo”, Himki |
| 23 iulie 1980 18:30 | Nagy 13 | (19-6)  | Koulinka 7 | Palatul Sporturilor „Dinamo”, Himki |
| 23 iulie 1980 18:30 | Cronică |         |            | Palatul Sporturilor „Dinamo”, Himki |

| 23 iulie 1980 20:00 | RD Germană | 15 - 15 | RSF Iugoslavă | Palatul Sporturilor „Dinamo”, Himki |
| 23 iulie 1980 20:00 | Röther 7   | (8-6)   | Višnjić 10    | Palatul Sporturilor „Dinamo”, Himki |
| 23 iulie 1980 20:00 | Cronică    |         |               | Palatul Sporturilor „Dinamo”, Himki |

| 25 iulie 1980 17:00 | URSS         | 16 - 12 | Ungaria             | Palatul Sporturilor „Sokolniki”, Moscova |
| 25 iulie 1980 17:00 | Kocerghina 9 | (9-5)   | Nagy, Sterbinszky 4 | Palatul Sporturilor „Sokolniki”, Moscova |
| 25 iulie 1980 17:00 | Cronică      |         |                     | Palatul Sporturilor „Sokolniki”, Moscova |

| 25 iulie 1980 18:30 | RD Germană | 28 - 6 | Congo      | Palatul Sporturilor „Dinamo”, Himki |
| 25 iulie 1980 18:30 | Matz 6     | (15-4) | Koulinka 3 | Palatul Sporturilor „Dinamo”, Himki |
| 25 iulie 1980 18:30 | Cronică    |        |            | Palatul Sporturilor „Dinamo”, Himki |

| 25 iulie 1980 20:00 | Cehoslovacia | 15 - 25 | RSF Iugoslavă | Palatul Sporturilor „Dinamo”, Himki |
| 25 iulie 1980 20:00 | Kuťková 6    | (7-13)  | Višnjić 9     | Palatul Sporturilor „Dinamo”, Himki |
| 25 iulie 1980 20:00 | Cronică      |         |               | Palatul Sporturilor „Dinamo”, Himki |

| 27 iulie 1980 17:00 | URSS      | 18 - 9 | RSF Iugoslavă | Palatul Sporturilor „Sokolniki”, Moscova |
| 27 iulie 1980 17:00 | Karlova 8 | (10-4) | Kitić 6       | Palatul Sporturilor „Sokolniki”, Moscova |
| 27 iulie 1980 17:00 | Cronică   |        |               | Palatul Sporturilor „Sokolniki”, Moscova |

| 27 iulie 1980 18:30 | Cehoslovacia | 23 - 10 | Congo                      | Palatul Sporturilor „Dinamo”, Himki |
| 27 iulie 1980 18:30 | Kuťková 9    | (9-3)   | Bobeka, Koulinka, Malaki 2 | Palatul Sporturilor „Dinamo”, Himki |
| 27 iulie 1980 18:30 | Cronică      |         |                            | Palatul Sporturilor „Dinamo”, Himki |

| 27 iulie 1980 20:00 | RD Germană | 19 - 9 | Ungaria | Palatul Sporturilor „Dinamo”, Himki |
| 27 iulie 1980 20:00 | Röther 6   | (9-3)  | Nagy 4  | Palatul Sporturilor „Dinamo”, Himki |
| 27 iulie 1980 20:00 | Cronică    |        |         | Palatul Sporturilor „Dinamo”, Himki |

| 29 iulie 1980 13:00 | RSF Iugoslavă | 39 - 9 | Congo             | Palatul Sporturilor „Sokolniki”, Moscova |
| 29 iulie 1980 13:00 | Kitić 14      | (16-5) | patru jucătoare 2 | Palatul Sporturilor „Sokolniki”, Moscova |
| 29 iulie 1980 13:00 | Cronică       |        |                   | Palatul Sporturilor „Sokolniki”, Moscova |

| 29 iulie 1980 14:30 | Ungaria | 10 - 10 | Cehoslovacia | Palatul Sporturilor „Sokolniki”, Moscova |
| 29 iulie 1980 14:30 | Nagy 3  | (3-6)   | Kuťková 4    | Palatul Sporturilor „Sokolniki”, Moscova |
| 29 iulie 1980 14:30 | Cronică |         |              | Palatul Sporturilor „Sokolniki”, Moscova |

| 29 iulie 1980 18:30 | RD Germană | 13 - 18 | URSS       | Palatul Sporturilor „Sokolniki”, Moscova |
| 29 iulie 1980 18:30 | Richter 6  | (6-7)   | Zubareva 8 | Palatul Sporturilor „Sokolniki”, Moscova |
| 29 iulie 1980 18:30 | Cronică    |         |            | Palatul Sporturilor „Sokolniki”, Moscova |

### Clasamentul marcatoarelor

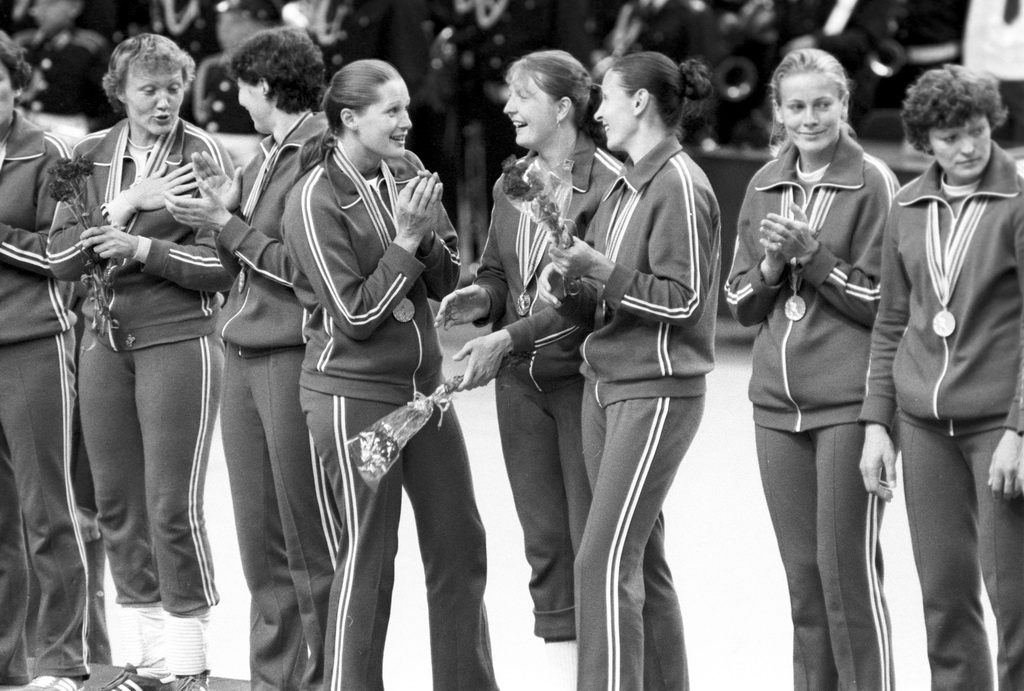
Echipa URSS, medaliată cu aur.

| Poz. | Nume               | Meciuri | Goluri | Din acțiune | De la 7 m |
| ---- | ------------------ | ------- | ------ | ----------- | --------- |
| 1    | Biserka Višnjić    | 5       | 33     | 21          | 12        |
| 2    | Svetlana Kitić     | 5       | 29     | 13          | 16        |
| 3    | Tatiana Kocerghina | 5       | 28     | 16          | 12        |
| 4    | Mariann Nagy       | 5       | 26     | 16          | 10        |
| 5    | Jana Kuťková       | 5       | 22     | 2           | 20        |
| 6    | Olga Zubareva      | 5       | 21     | 9           | 12        |
| 7    | Larisa Karlova     | 5       | 19     | 19          | 0         |
| 7    | Solange Koulinka   | 5       | 19     | 16          | 3         |
| 7    | Sabine Röther      | 5       | 19     | 12          | 7         |
| 7    | Kristina Richter   | 5       | 19     | 9           | 10        |

Sursa: la84.org, pag. 365